# Червенский сельсовет
Че́рвенский сельсовет (бел. Чэрвеньскі сельсавет) — административная единица на территории Червенского района Минской области Белоруссии.

## История
Образован 20 августа 1924 года как Войниловский сельсовет с центром в деревне Войнилово, входил в состав Червенского района Минского округа (с 20 февраля 1938 — Минской области).
30 октября 2009 года центр сельсовета был перенесён в город Червень, а сам он был переименован в Червенский. Тогда же в него была включена территория упразднённого Гребенецкого сельсовета, а также посёлок Индом, до этого входивший в состав Колодежского сельсовета.
28 мая 2013 года деревни Зайцы, Куколевка, Лежни и Рудня Островитая вошли в состав Клинокского сельсовета.

## Состав
Червенский сельсовет включает 25 населённых пунктов:
- Ачижа — деревня.
- Войнилово — агрогородок.
- Городище — деревня.
- Гребенец — деревня.
- Дерть — деревня.
- Дерутская — деревня.
- Дуброва — деревня.
- Дыя — деревня.
- Забод — деревня.
- Захаровка — деревня.
- Индом — посёлок.
- Лучное — деревня.
- Лысая Гора — деревня.
- Майзорово — деревня.
- Нивище — деревня.
- Новоселение — деревня.
- Островиты — деревня.
- Ореховка — деревня.
- Островы — деревня.
- Пальчик — деревня.
- Скрябинка — деревня.
- Усохи — деревня.
- Хвоенщина — деревня.
- Хвойники — деревня.
- Чёрный Брод — деревня.

### Упразднённые населённые пункты
- Осиновый Мост, Загрядье, Селиба — деревни, входившие в состав Гребенецкого сельсовета; перестали существовать ориентировочно в 1973—1974 годах, когда их жители разъехались в другие места[2].
- Лежневка — деревня, входившая в состав Войниловского сельсовета; перестала существовать по той же причине в 1988 году[2].